# بریستول بولداگ
بریسوتل بولداگ (به انگلیسی:Bristol Bulldog) جنگنده‌ای دوباله بود که توسط شرکت بریستول ایروپلین به سفارش نیروی هوایی پادشاهی بریتانیا ساخته شد.

## تاریخچه و ساخت
جنگندهٔ بریستول بولداگ در سال ۱۹۲۷ به سفارش نیروی هوایی بریتانیا ساخته شد. طبق سفارش این جنگنده می‌بایست یک‌نفره و همچنین قابل به کارگیری در شب و دارای دو مسلسل برای مقابله با هواپیماهای بمب‌افکن می‌بود. از این جنگنده دو گونه ساخته شاد که یکی برای تمرین خلبانان بود. پس از مدتی گونهٔ دوسرنشینهٔ آن نیز ساخته شد. در سال ۱۹۳۲ ده اسکادران در نیروی هوایی بریتانیا متشکل از جنگنده‌های بولداگ بود که تا سال ۱۹۳۶ جنگندهٔ استاندارد نیروی هوایی به شمار می‌رفت. از این هواپیما ۳۱۲ فروند ساخته شد که ۷۰٪ از کل جنگنده‌های بریتانیا را تشکیل می‌داد. این جنگنده در سال ۱۹۴۷ از خدمت در نیروی هوایی بریتانیا خارج شد و به کشورهای دیگر از جمله: استرالیا٫ دانمارک تایلند٫ سوید٫ استونی و فنلاند فروخته شد.